# 马桥站 (合肥轨道交通)
马桥站是中华人民共和国安徽省合肥市肥东县四顶山路与瑶岗路交叉口地下，是合肥轨道交通2号线的地铁车站。车站于2023年12月26日启用。

### 车站楼层
| B1 | 站厅                             | 出入口、票务服务、自动售票机、人工服务台 |  |
| B2 |                                  | █ 2号线列车往南岗方向 （和睦湖）         |  |
| B2 | 岛式站台                         |                                          |  |
| B2 | █ 2号线列车往撮镇方向 （南沙河） |                                          |  |

## 车站结构
马桥站沿四顶山路南北向布置，车站为地下二层岛式车站，6号线东延线部分为地下三层岛式车站，两线T型换乘。2号线部分设置4个出入口，两组风亭。